# Caius Musonius Rufus
Caius Musonius Rufus (1. század) római filozófus
Volsiniiből származott, egy Capito nevű lovag fia volt. Tiberius és Nero korában működött, a sztoikus filozófiával foglalkozott. Epiktétosz volt a tanítványa. Nem csak hirdette, de tényleg követte is a sztoikus morál elveit, mint kitetszik azon nemes magatartásából, melyet Egnatius Celer vádaskodásával szemben tanúsított, melyről Tacitus (hist. 21. 4, 10) emlékezik meg. Nero száműzte Gyarus puszta szigetére, mert a Piso-féle összeesküvésben való részességgel gyanúsították. Ide követte több ifjú, hogy tanításait hallgathassa. Vespasianus alatt ismét Rómában találjuk. Azon kiutasító rendelet, mellyel a filozófusokat száműzték, őt nem sújtotta. Görög nyelven írott műveiből (beszédek, levelek) néhány töredék maradt fenn, ezekből arra lehet következtetni, hogy Xenophón szokratikus módszere szerint írt.

## Magyarul
- Etika, család, politika. Musonius Rufus értekezései; ford., előszó, jegyz. Fodor Nóra; Jel, Budapest, 2009
- Musonius Rufus és Sztoikus Hieroklész töredékei / Kebész táblaképe; ford., jegyz., utószó Steiger Kornél; Gondolat, Budapest, 2019 (Electa)